# Lengua de signos catalana
La lengua de signos catalana o LSC es una lengua de signos utilizada por más de 25 000 personas en Cataluña, de las cuales 12 000 son personas sordas. Forma parte junto con la lengua de signos valenciana y la lengua de señas española de un continuum geolectal en el cual es difícil hacer separaciones estrictas.

## Estatus oficial
Desde el año 1994 tiene reconocimiento oficial por parte de la Generalidad de Cataluña, al haberse aprobado una Proposición no de Ley para promoverla y difundirla. La utilización de la Ley no se limita al plan de las comunicaciones informales, puesto que su uso ha ido introduciéndose en ámbitos donde antes era ignorada o ausente, tales como la educación, los medios y las administraciones públicas. En realidad, la consideración como lengua independiente de otras lenguas de señas de la península ibérica es problemática, dada que la LSC, como la LSV o la LSE son descendientes de la antigua lengua de señas francesa y actualmente forman un continuo lingüístico, y existe una altísima inteligibilidad mutua, hecho que el reconocimiento oficial menostiene por completo. Cataluña fue la primera Comunidad Autónoma al aprobar (el 1994) una Proposición no de Ley sobre la promoción y difusión del conocimiento de la LSC.
La FESOCA (Federación de personas Sordas de Cataluña) es una ONG (Organización no Gubernamental) sin ánimo de lucro fundada el 1979. Es la única institución representativa de la comunidad sorda en su conjunto de Cataluña. Su finalidad es representar y defender los derechos de asociaciones y personas sordas en general para conseguir su plena participación e integración en la sociedad. En este sentido organiza numerosos cursos, encuentros y actividades para promocionar la ley entre la comunidad sorda de Cataluña. 
La FESOCA pide al Departamento de Política Lingüística de la Generalidad de Cataluña su implantación y su apoyo para elaborar un proyecto de planificación lingüística de dicha ley que permita iniciar el proceso de normalización. El 29 de noviembre del 2004 la FESOCA manifestó la importancia del reconocimiento legal de la LSC al nuevo Estatuto de Autonomía de Cataluña. 
Pero, la ley es un patrimonio histórico, social y lingüístico no sólo de la FESOCA sino de toda la comunidad sorda y de todos los usuarios y usuarias de la misma. Hay varios grupos de investigación de la ley como ILLESCAT (Centro de Estudios de la Ley de Signos de Cataluña), que estudia su evolución y hace un estudio lingüístico de dicha lengua, creando también neologismos (signos nuevos).
Existe, también, en Cataluña una entidad social que lucha por el reconocimiento social y político de la Lengua de Signos Catalana por su prestigio y estatus como una lengua normal, la Plataforma por los Derechos Lingüísticos y Culturales de los usuarios de la Lengua de Signos Catalana; también conocida como la plataforma con el eslogan LSC, Ahora!, que tiene los siguientes objetivos:
1. Evaluar la evolución del uso de la LSC (Lengua de Signos Catalana) en todos los ámbitos de la sociedad los últimos 10 años: desde la aprobación por el Parlamento de una proposición no de ley sobre la promoción y difusión del conocimiento de la lengua de signos el 30 de junio de 1994.
2. Velar por el estatus de la LSC ante el alud de productos audiovisuales en LSE (Lengua de Signos Española), que causa interferencias en las producciones firmadas de los usuarios de la LSC.
3. Realizar el papel de oposición frente a acuerdos, convenios y proyectos que puedan ir en detrimento del uso de la LSC en los ámbitos social, educativo y de investigación.
4. Avanzar, a nivel legislativo, hacia un nivel más alto que el de una Proposición no de Ley, privada por su naturaleza de los efectos vinculantes de las leyes: hacia el pleno reconocimiento de la LSC como derecho lingüístico y cultural irrenunciable.

Legislativamente, la Plataforma LSC, Ahora! realizó un documento-dossier para todos los grupos políticos del Parlamento de Cataluña y por el Gobierno catalán pidiendo la inclusión de la LSC en el nuevo Estatuto catalán; hecho que tuvo una positiva repercusión, puesto que el Estatuto fue aprobado por el Parlamento de Cataluña (BOPC a 3 de octubre de 2005, n.º 224) con el artículo 50.6 en el cual se refleja lo siguiente: Los poderes públicos tienen que garantizar el uso de la lengua de signos catalana y las condiciones que permitan de lograr la igualdad de las personas con sordera que opten por esta lengua, que tiene que ser objeto de enseñanza, protección y respeto.
El 26 de mayo de 2010, el Parlamento de Cataluña aprobó por unanimidad la Ley, hecho que sitúa la lengua de signos catalana en el lugar que le corresponde, le otorga la entidad merecida de una lengua con un sistema lingüístico propio, tal como destacó el vicepresidente del Gobierno, Josep-Lluís Carod-Rovira.(publicada por el DOGC del día 3 de junio)

## Relaciones con otras lenguas
Como sucede con la mayoría de lenguas de signos la lengua de signos catalana no guarda ninguna relación de parentesco con las lenguas habladas en su mismo territorio. Las lenguas de signos pueden ser agrupadas por relaciones de parentesco con otras lenguas de señas. La lengua de signos catalana se clasifica en la familia de la lengua de signos francesa, pero la transmisión en Cataluña habría sido muy rápida y la relación actual no es muy evidente.
Al contrario de la situación de bilingüismo entre las lenguas orales, catalán y castellano, la comunidad de signantes de Cataluña solo utiliza la lengua de signos catalana sin coexistencia con la lengua de signos española. Se estima un 50 % de inteligibilidad solo con la lengua de signos española.

## Premio LSC
El mayo de 2015 el Departament de Cultura creó el premio de fomento de la lengua de signos catalana, un galardón institucional que tiene como objetivo reconocer personas, entidades e iniciativas que contribuyen al fomento, la difusión y el prestigio de la lengua de signos catalana. Este premio forma parte de los galardones oficiales de la Generalidad en relación con la proyección y el fomento de las lenguas de Cataluña, como los premios Pompeu Fabra para el catalán y el premio Robèrt Lafont, de promoción de la lengua occitana. El premio de fomento de la lengua de signos catalana tiene carácter bienal y se otorgará en estas tres categorías: a una persona por su trayectoria, a una entidad y a una iniciativa que hayan destacado en el fomento y la investigación sobre la lengua de signos catalana.

### Entidades
- FESOCA (Federación de personas Sordas de Cataluña)
- Associacció por la Difusión de la Comunitat Sorda, ADCS-DifuSord
- Asociación Leridana de Intérpretes de Lengua de Signos y Guía-Intérpretes de personas Sordcegues por la Promoción y Difusión de la interpretación de la Lengua de Signo

### Diccionarios
- Wikisign, Diccionario Wiki de LSC
- Mira qué digo, Diccionario Multimedia de Signos de Cataluña
- SignPuddle, Cercacador de signos y palabras por medio de la signoescriptura
- Sign donde Archivado el 12 de octubre de 2018 en Wayback Machine., English for Deaf Sign Language Users donde the Internet Archivado el 12 de octubre de 2018 en Wayback Machine.
- Sématos.eu - Diccionario vidéo de LSC

### Glosarios
- Terminología específica de la LSC relacionados con el área de lengua (enlace roto disponible en Internet Archive; véase el historial, la primera versión y la última)., coordinado por Vinardell Maristany, M., Cereza Molera, M. (2006) (enlace roto disponible en Internet Archive; véase el historial, la primera versión y la última).
- Signos de Razas de perros (enlace roto disponible en Internet Archive; véase el historial, la primera versión y la última)., por Morera, G., Hernández, N. (2011) (enlace roto disponible en Internet Archive; véase el historial, la primera versión y la última).
- Signos del ámbito de Geografía e Historia, por webvisual.tv
- Pequeños signos: la familia, los animales y el cuerpo humano, por webvisual.tv

### Portales
- Lengua de signos catalana. Generalidad de Cataluña
- Portal de la lengua de signos catalana (enlace roto disponible en Internet Archive; véase el historial, la primera versión y la última).
- Firmamos, Guía básica para la comunicación en lengua de signos catalana
- WebvisualTV, web de noticias en LSC
- XTEC, Introducción a la lengua de signos para maestros y logopedas, por Marta Vinardell
- Aprendiendo la Lengua de Signos Catalana, un bloque

- Datos: Q35768
- Multimedia: Catalan Sign Language / Q35768